# Санга (лес)
Санга (Сангха) — тропический лес и национальный парк, расположенный по обоим берегам африканской реки Санга, притока реки Конго. Лес расположен на территории сразу трёх государств: Республики Конго на востоке, Центральноафриканской республики в центральной части и Камеруна на западе. 

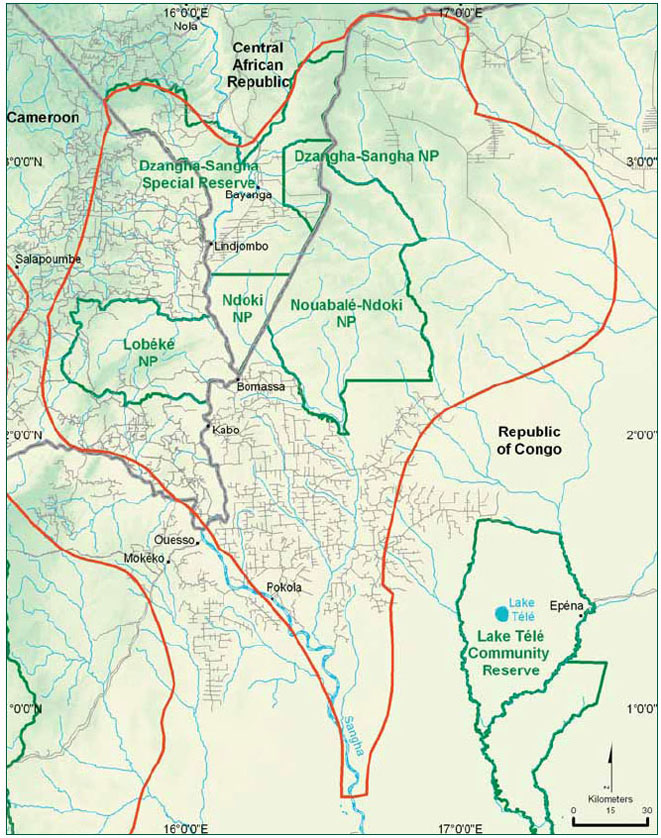

Лес включает в себя три национальных парка:
- Лобеке в Камеруне, статус парка имеет с 2001 года, площадь составляет 2178,54 км².
- Дзанга-Санга в Центральноафриканской республике, статус парка имеет с 1990 года и разделён на две части: северную площадью 495 км² и южную площадью 1220 км². Две этих части природного заповедника разделены рекой Санга.
- Нубале-Ндоки в Республике Конго, площадью  3865,92 км², статус парка имеет с 1993 года.

В 2000 году было подписано соглашение по сотрудничеству между тремя странами в области создания резервата биосферы, и в 2007 году был основан институт национального парка Санга. В 2012 году он был включён в список Всемирного наследия с общей площадью 7542,86 км² и буферной зоной 17879,5 км². Международное название парка — Sangha Trinational (можно перевести как «Санга трёх наций»).

## Флора
Ландшафт леса Сангха состоит из лиственных вечнозелёных дождевых лесов, лесных болот и периодически затопляемых водно-болотных угодий, озёр и нескольких типов открытых саванных участков, почва на некоторых из которых страдает эрозией. Эти местности, из которых описано только 138, делятся на саванны вдоль рек и ручьев (бе) и участки, характеризующиеся понижением рельефа (уанга). Саванные участки различаются размерами, почвенными и гидрологическими характеристиками, и, следовательно, фауна и флора на них также различны. Помимо собственно природных красот лес ценен возможностью проведения там научных исследований и туристических походов, что часто невозможно в других тропических лесах. 
Природное богатство заповедника Сангха во многом обусловлено тем, что он расположен в переходной области флоры бассейна Конго. Кроме того, этот район хорошо сохранился по сравнению со многими другими районами в бассейне реки Конго в связи с незначительным человеческим присутствием в нём. Использование региона человеком на протяжении многих столетий ограничивалось охотой и собирательством, которые велись небольшими племенами, и около 30% его площади начало использоваться частично в коммерческих целях только в второй половине XX века. Ныне хозяйственная деятельность в лесу минимальна, а плотность населения вокруг него низка.

## Фауна

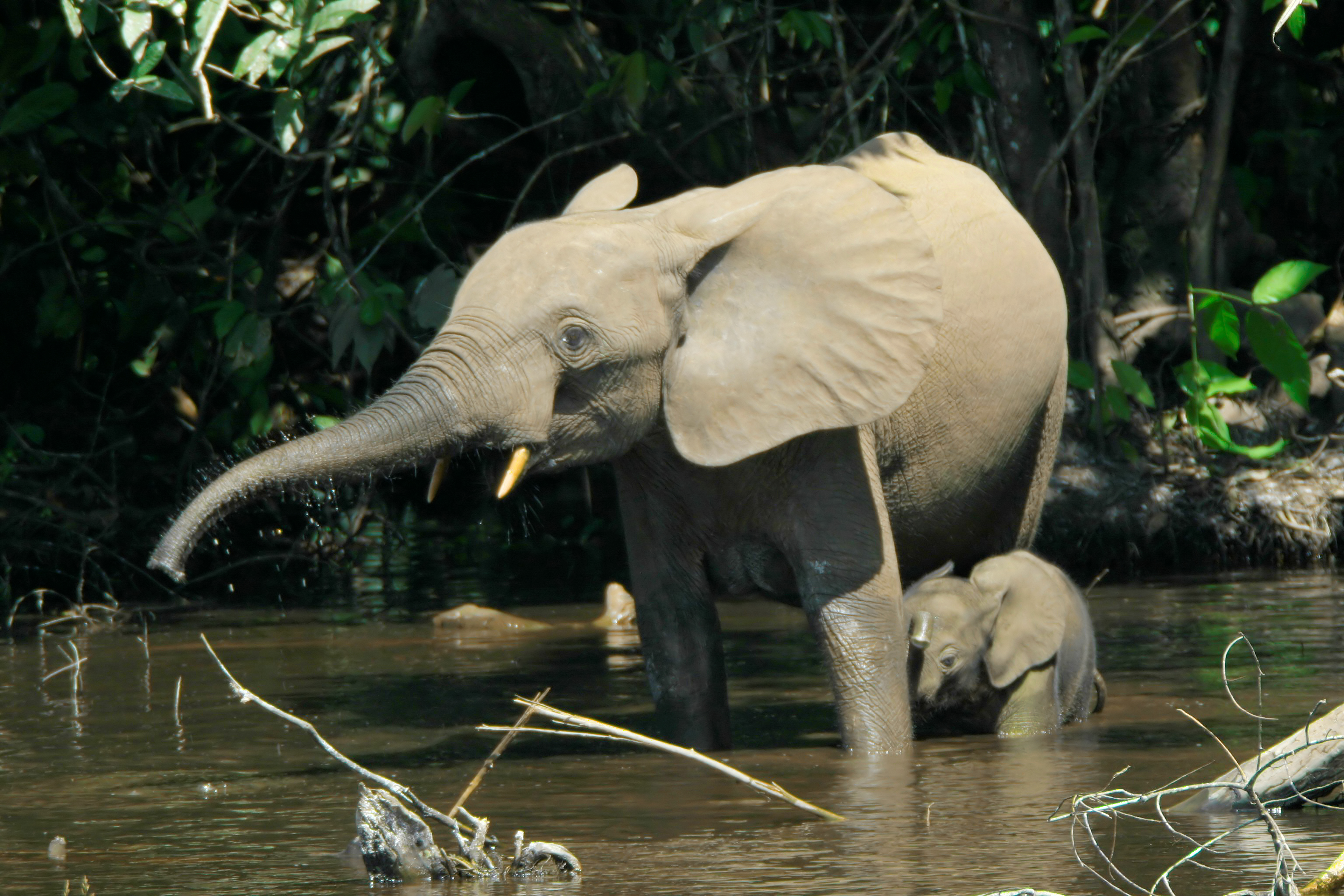
Лесные слоны в национальном парке Нубале-Ндоки

Лес является местом обитания для различных видов животных, некоторые из которых эндемичны, другие — редкие или находящиеся под угрозой вымирания виды. Река Сангха пересекает территорию леса с севера на юг; в ней обитают большие популяции нильского крокодила и хищной рыбы Hydrocynus goliath (Большая тигровая рыба), особи которой могут достигать в длину 1,33 метра. Совмещение на территории заповедника покрытых густым лесом и открытых пространств позволяет сосуществовать на его территории популяциям африканского лесного слона, крупным популяциям горилл и шимпанзе, большая часть из которых, по оценкам, никогда не встречала человека, ряду видов антилоп, таких как ситатунга и бонго, буйволам и нескольким видам дикого кабана. Популяции некоторых видов располагаются только на конкретном берегу реки Санга, также имеют место поведенческие различия между популяциями, обитающими на востоке и юго-западе заповедника.